# 小孩堤防-埃尔斯豪特风车群
小孩堤防的风车群1997年列入了联合国教科文组织的世界遗产名录。这19座风车，呈风车步间（molengang）的形式，是一个旅游观光地。其中一个靠近小孩堤防村（the village of Kinderdijk）的风车在夏季供游客参观。游客可步行或骑自行车参观这成排的风车。
小孩堤防的风车自14世纪末就开始兴建，但现存的风车是1738年至1740年兴建的。
小孩堤防的风车建在自围垦泵流出的水旁。它们几乎都是地控帆风车（grondzeiler）。每座风车底部都是一个使水上升的桨轮，通常有140厘米高。由于阿尔布拉瑟丹（Alblasserwaard）（waard是洲渚之意，指水中的陆地，通常筑坝于迎水面）圩田的陆缩（inklinken）以及莱克河（Lek）河水上涨，风车变得愈发必需。小孩堤防的风车中间有一座活动衍架风车（wipmolen）(名为De Blokker)。
风车群分两个步骤将水从阿尔布拉瑟丹（24,000 ha的区域）排出。首先，水从低陂水（boezem）（圩田平面）被泵至高陂水（boezem），这是全部阿尔布拉瑟丹地区。其次，水被泵至蓄水池。自此处，水通过水闸流入河中，即水从最高处流下。该风车群也被称作boezemmolens（陂水风车）。 

## 小孩堤防的风车
小孩堤防共有19座风车:
| - 低洲风车1号（Nederwaard Molen No.1） - 低洲风车2号（Nederwaard Molen No.2） - 低洲风车3号（Nederwaard Molen No.3） - 低洲风车4号（Nederwaard Molen No.4） - 低洲风车5号（Nederwaard Molen No.5） - 低洲风车6号（Nederwaard Molen No.6） - 低洲风车7号（Nederwaard Molen No.7） - 低洲风车8号（Nederwaard Molen No.8） | - 高洲风车1号（Overwaard Molen No.1） - 高洲风车2号（Overwaard Molen No.2） - 高洲风车3号（Overwaard Molen No.3） - 高洲风车4号（Overwaard Molen No.4） - 高洲风车5号（Overwaard Molen No.5） - 高洲风车6号（Overwaard Molen No.6） - 高洲风车7号（Overwaard Molen No.7） - 高洲风车8号（Overwaard Molen No.8） |

- 布罗克风车（De Blokker of Blokweerse molen）
- 高风车（De Hoge Molen）(小孩堤防/新莱克兰)
- 低风车（Kleine- of Lage Molen）(小孩堤防/新莱克兰)

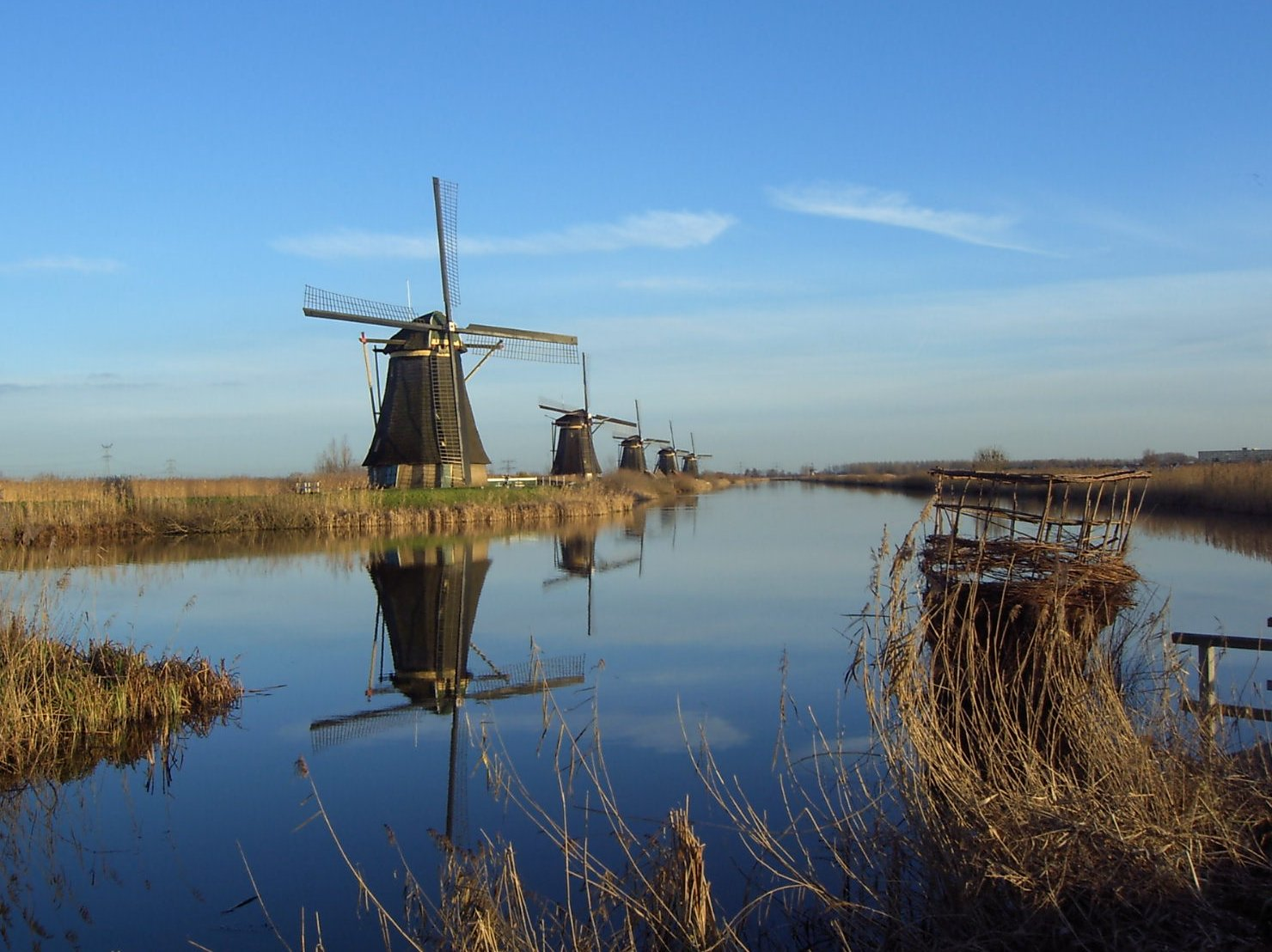
小孩堤防风车群

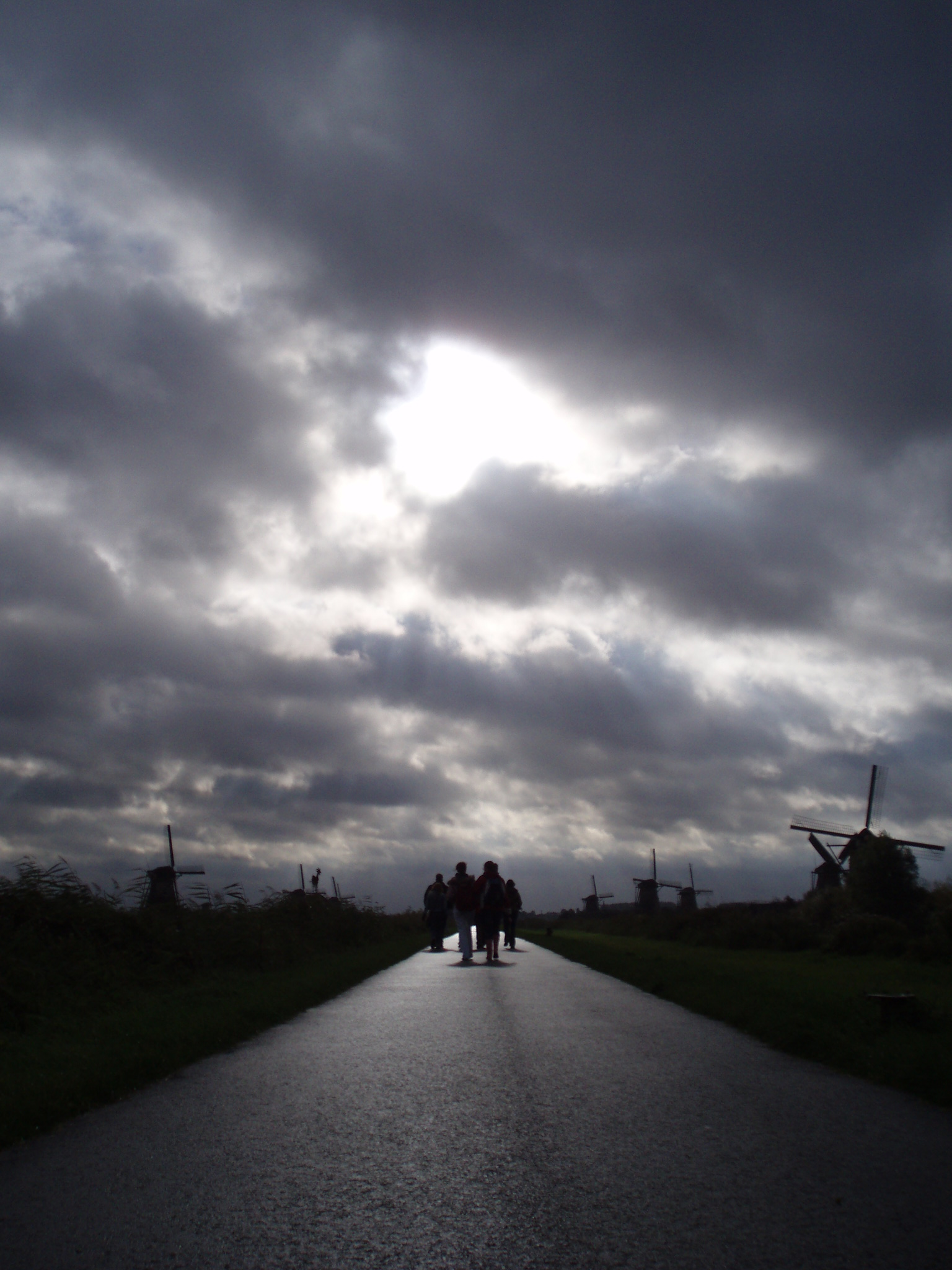
小孩堤防阴沉的天空

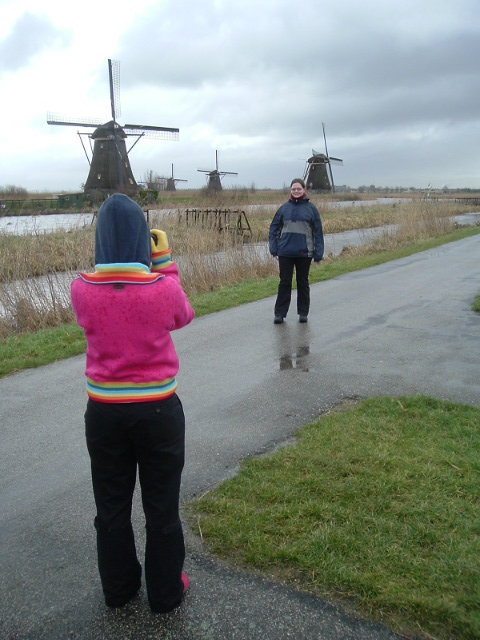
小孩堤防的旅游者

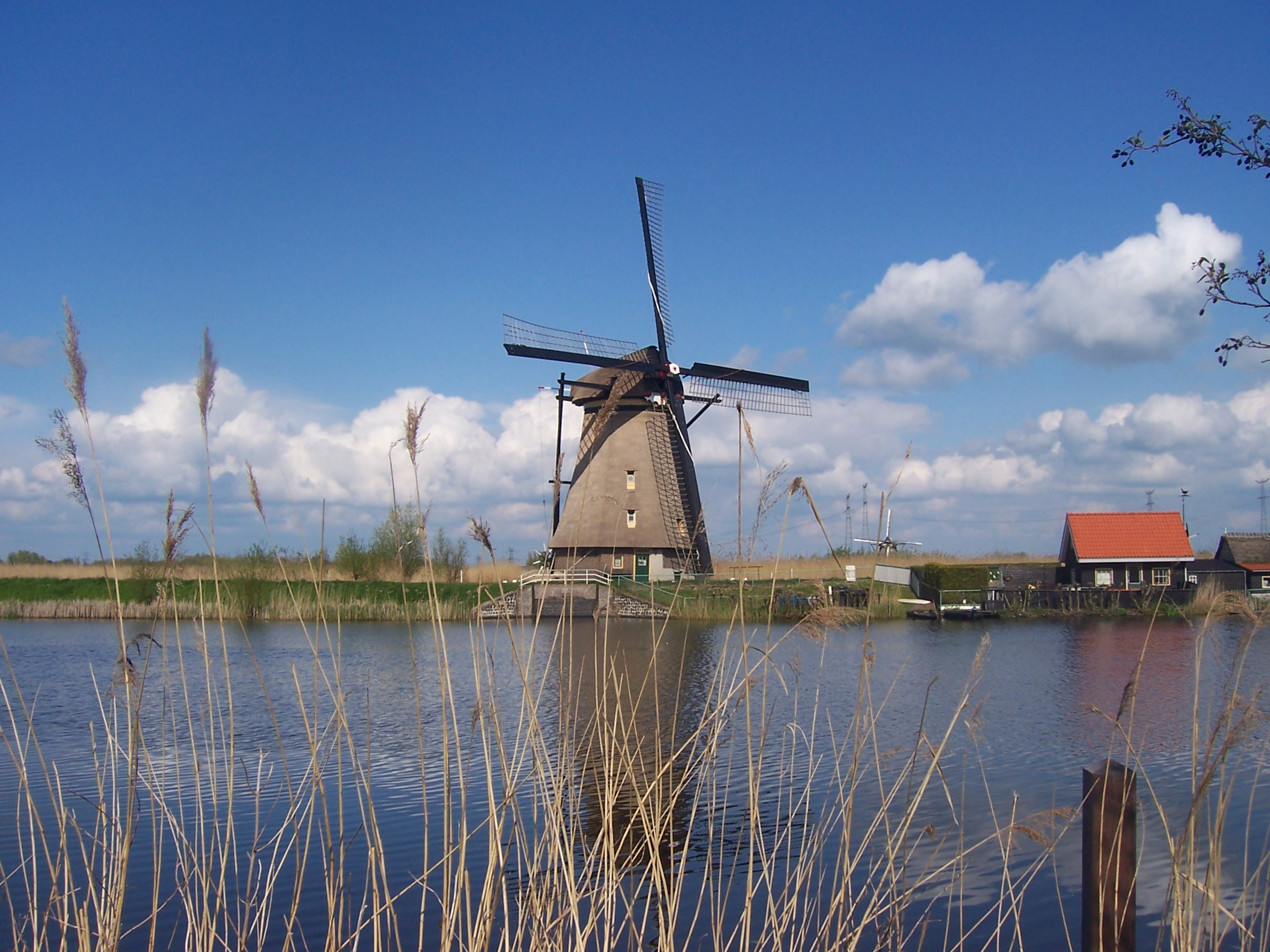
小孩堤防的风车

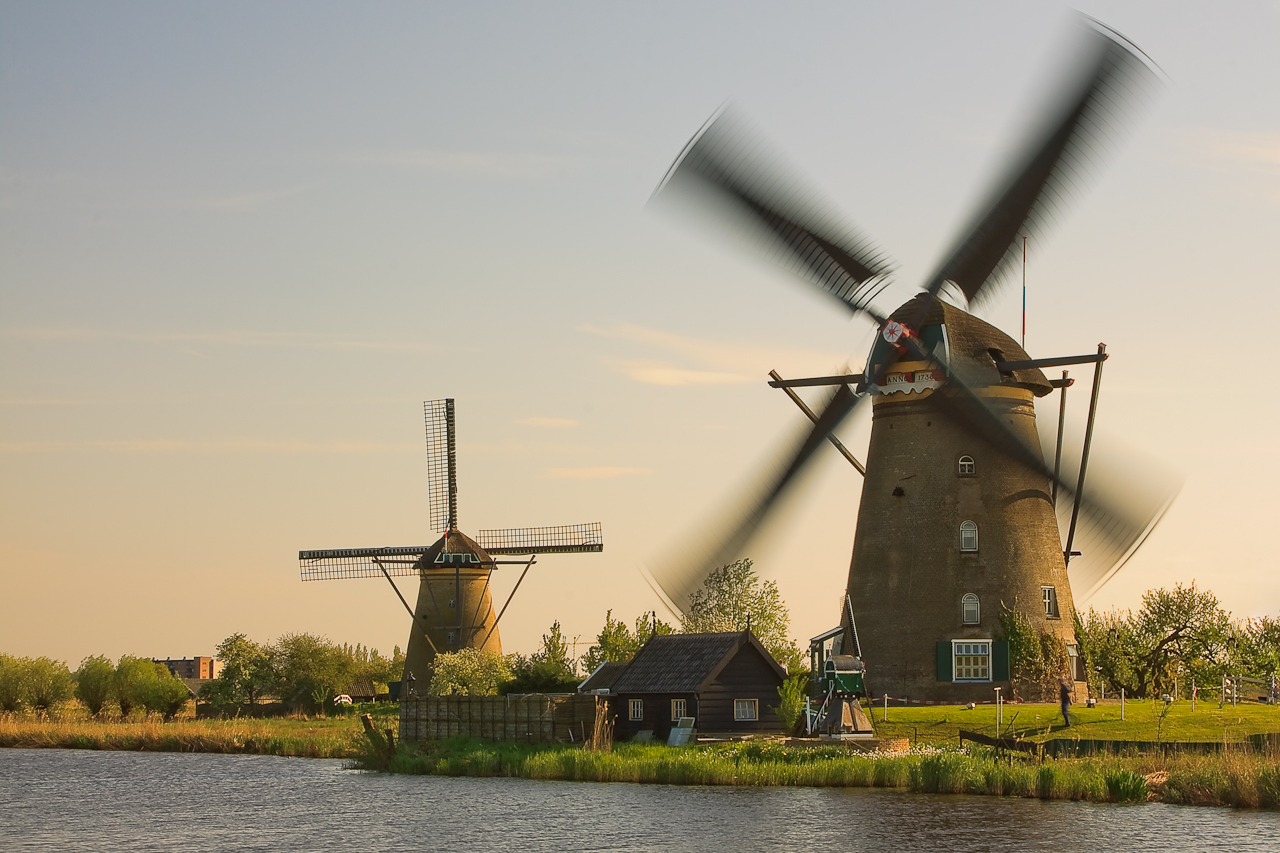
小孩堤防旋转的风车

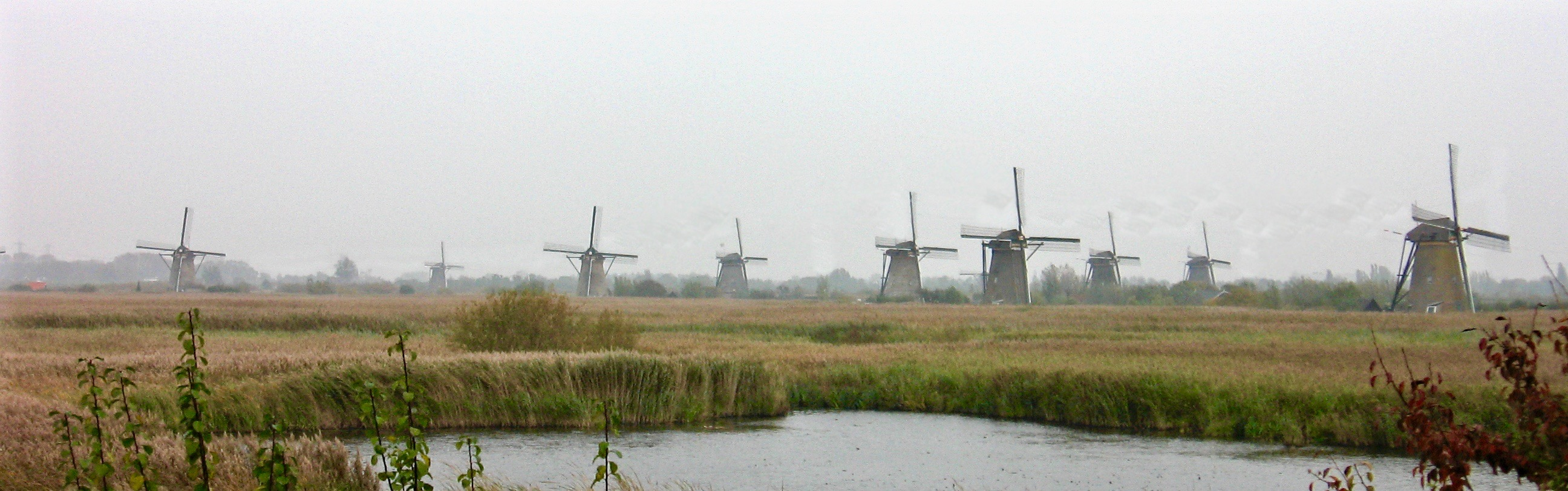
九座风车

## 參见
1. ↑  Restauratie Kinderdijk van start[永久], NOS Teletekst, 7 juli 2008
2. ↑  Molens Kinderdijk gered[永久], NOS Nieuws, 7 juli 2008